# Takeshi Yagi

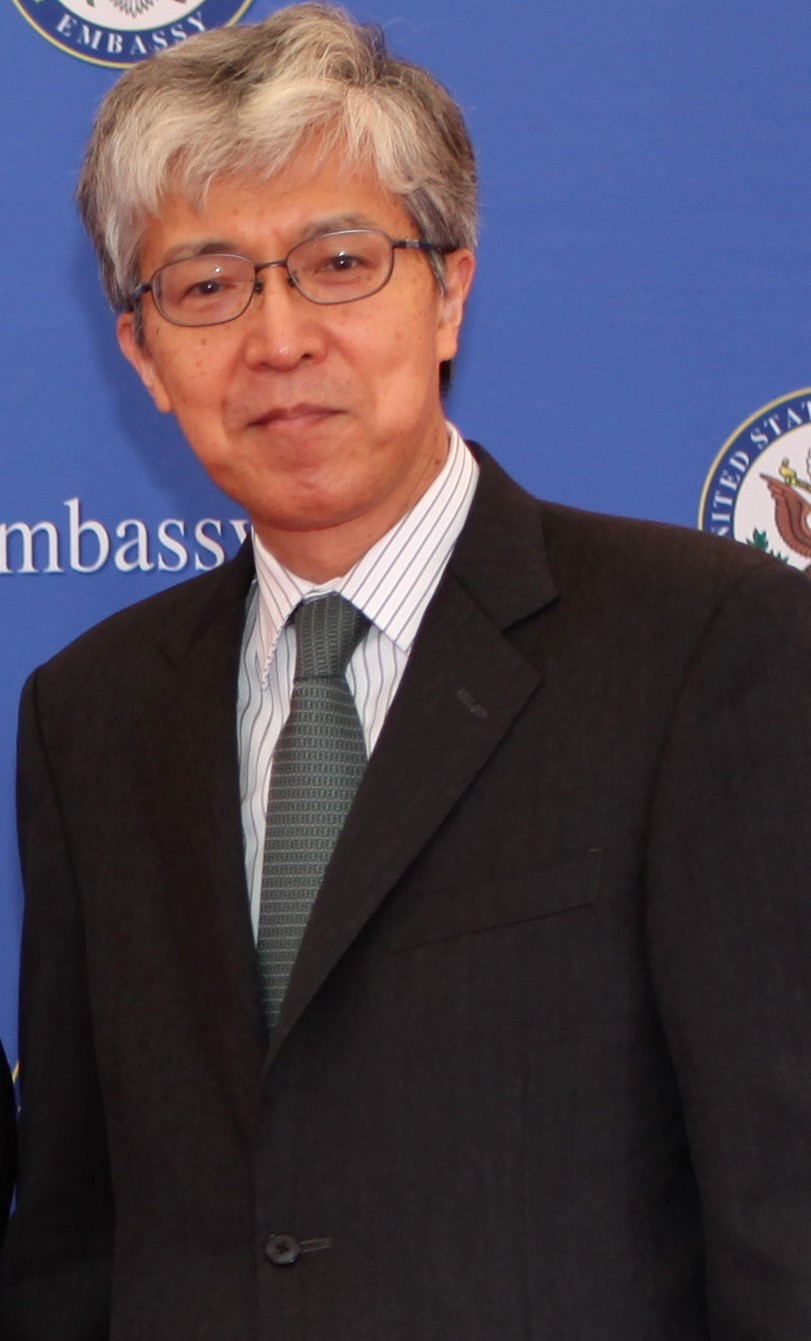
Takeshi Yagi, 2017

Takeshi Yagi (japanisch 八木 毅 Yagi Takeshi; * 7. Dezember 1954 im späteren Jōetsu, Niigata) ist ein japanischer Diplomat.

## Leben
Im März 1977 schloss er sein Studium an der rechtswissenschaftlichen Fakultät der Universität Tokyo ab. Bereits im Oktober 1976 hatte er die Prüfung für den höheren diplomatischen Dienst Japans bestanden. Er trat daher im April 1977 in den Dienst des japanischen Außenministeriums ein. Von September 1978 bis Juni 1980 studierte er in Deutschland an der Ludwig-Maximilians-Universität München.
Im August 1994 wurde er	Leiter des Referats zur Unterstützung der GUS-Staaten in der Abteilung für Europa und Ozeanien des japanischen Außenministeriums. Er übernahm im Januar 1996 die Funktion als Leiter des Referats für Mittel- und Osteuropa, bis er im August 1997 Leiter des Referats für rückzahlungsfreie Entwicklungszusammenarbeit in der Abteilung für wirtschaftliche Zusammenarbeit wurde.
Takeshi Yagi wurde im August 1999 Gesandter an der japanischen Botschaft in den Vereinigten Staaten. Im August 2001 ging er als Geschäftsträger an die japanische Botschaft in Deutschland.
Er kehrte dann in das Außenministerium zurück und wurde im September 2003 stellvertretender Vizeminister, mit der Zuständigkeit für Parlamentsangelegenheiten. Im August 2005 übernahm er die Funktion als stellvertretender Leiter der Europaabteilung.
Im Februar 2007 wurde er Gesandter und stellvertretender Ständiger Vertreter in der Ständigen Vertretung Japans bei der OECD, bis er ab August 2010 die Leitung der Wirtschaftsabteilung des Außenministeriums innehatte.
Im September 2012 wurde er japanischer Botschafter in Indien. Als Nebenakkreditierung war er ab Oktober 2012 auch Botschafter in Bhutan. Es folgte dann ab dem 3. Februar 2016 sein Einsatz als japanischer Botschafter in Deutschland. Dieses Amt hatte er bis 2020 inne, als ihm Hidenao Yanagi nachfolgte.

## Persönliches
Takeshi Yagi ist verheiratet und spricht neben Japanisch auch Deutsch und Englisch.